# Alexandra Masangkay
Alexandra Masangkay, nata Alexandra Masangkay Escalona (Barcellona, 15 aprile 1992), è un'attrice, cantante e ballerina spagnola, che è diventata nota per aver partecipato al concorso musicale Operation Triunfo (2011). Successivamente ha partecipato a film come 1898: Los últimos de Filipinas (2016), The Hole Zero (2019) o Código emperador (2022).

## Biografia
Alexandra Masangkay Escalona è nata a Barcellona il 15 aprile 1992, sebbene sia di ascendenza Filippina. Sin dalla tenera età una delle sue più grandi passioni era la musica. Durante la sua maturità artistica, gli artisti che influenzarono maggiormente la sua personalità furono Mariah Carey, Chris Brown e Alicia Keys, tra gli altri.

## Carriera
Nel 2010 è apparsa nel casting dell'ottava edizione di Operación Triunfo, riuscendo a essere selezionata per entrare nell'accademia di Operación Triunfo 2011. Dopo la cancellazione del programma e il brusco finale, finì per ottenere il quarto posto.
La sua carriera di attrice iniziò nel 2014 con la serie Dreamland. In seguito ha partecipato alla serie B&B, de boca en boca (2015) e fu una delle protagoniste di Yo quisiera (2015-2016), interpretando Carolina. Nel 2018 ha recitato nella prima stagione di + de 100 mentiras sulla piattaforma Flooxer, mentre debuttava nel teatro musicale con lo spettacolo teatrale The Hole Zero.
Ha fatto il suo debutto cinematografico con il film 1898: Los últimos de Filipinas (2016), nel ruolo di Teresa, diretta da Salvador Calvo. Successivamente partecipò al film di successo Il buco di Galder Gaztelu-Urrutia, con il personaggio di Miharu, che raggiunse popolarità internazionale dopo essere stato distribuito su Netflix. Nel 2019 ha iniziato a interpretare Kiki nello spettacolo teatrale musicale Flashdance, per il quale ha ottenuto una nomination al Premios del Teatro Musical.
Nella primavera del 2021 sono iniziate le riprese del film diretto da Jorge Coira, Código emperador, dove condivideva i riflettori con Luis Tosar, Georgina Amorós e Miguel Rellán. Il film è stato presentato in anteprima nell'aprile 2022, ottenendo buoni incassi e buone recensioni, oltre a confermare la sua successiva partecipazione alla serie Días mejores su Amazon Prime Video e alla seconda stagione di Historias para no dormir, sempre sulla stessa piattaforma.

## Attrice

### Cinema
| Anno | Titolo                         | Personaggio | Regista                | Notas            |
| ---- | ------------------------------ | ----------- | ---------------------- | ---------------- |
| 2016 | 1898: Los últimos de Filipinas | Teresa      | Salvador Calvo         | Ruolo principale |
| 2019 | The Hole Zero                  | Miharu      | Galder Gaztelu-Urrutia | Ruolo principale |
| 2021 | Penas y penes                  | Paula       | Carlota Domínguez      | Cortometraggio   |
| 2022 | Código emperador               | Wendy       | Jorge Coira            | Ruolo principale |

### Televisione
| Anno        | Titolo               | Personaggio | Network            | Note                        |
| ----------- | -------------------- | ----------- | ------------------ | --------------------------- |
| 2011        | Operación Triunfo    | Ella misma  | Telecinco          | Concorrente; 4° Finalista   |
| 2014        | Dreamland            | Ale         | Cuatro             | Cast secondario; 8 episodi  |
| 2015        | B&B, de boca en boca | Extra       | Telecinco          | Ospite; 1 episodio          |
| 2015 - 2016 | Yo quisiera          | Carolina    | Divinity           | Cast principale; 48 episodi |
| 2018 - 2019 | Mas de 100 mentiras  | Irene       | Flooxer            | Cast principale; 7 episodi  |
| 2022        | Días mejores         | Álex        | Amazon Prime Video | Cast ricorrente; 7 episodi  |

### Teatro
| Anno        | Titolo                 | Personaggio | Note           |
| ----------- | ---------------------- | ----------- | -------------- |
| 2017 - 2018 | The Hole Zero          | Lucy        | Brano musicale |
| 2019 - 2020 | Flashdance: El Musical | Kiki        | Brano musicale |
| 2021 - 2022 | El rey león            | Nala        | Brano musicale |

## Premi e nomination
| Anno | Premio                    | Categoría                            | Opera      | Risultato | Rif.   |
| ---- | ------------------------- | ------------------------------------ | ---------- | --------- | ------ |
| 2020 | Premio del Teatro Musical | Performance femminile di primo piano | Flashdance | Candidata | [ 13 ] |